# Josette (prénom)
Pour les articles homonymes, voir Josette.
Le prénom féminin Josette est un diminutif de Josèphe ou Josephte, versions féminines de Joseph selon les régions.
Il a été créé, en tant que prénom à part entière, au XXe siècle et a "succédé" à Joséphine. Il fut très répandu dans les années 1930 et 1940 puis commença à décliner.
Les Josette sont fêtées le 19 mars.